# Vinko Madelgar
Vinko Madelgar (Strépy, oko 607. – Soignies, 14. srpnja 677.), benediktinac i svetac rimokatoličke Crkve.

## Životopis
Rodio se u Stepyju kod Monsa, danas dio Belgije. Sklopio je sretan brak s Waldetrudom koja mu je rodila četvero svete djece: dvije svete, opatice (Madalbertu i Adeltrudu), sina biskupa Landrika (u biskupiji Metz) i maloljetnog - od 7 godina Dantelina. Kada je posljednji sin umro, obitelj je odlučila razići se te su stupili u samostane. Sveti Vinko je utemeljio samostan u Hautmontu, a godine 653. je osnovao samostan u Soigniesu u kojem je djelovao kao opat sve do svoje smrti. Bio je poslan od strane Dagoberta I. na evangelizaciju u Irsku. Spomendan mu se slavi 14. srpnja.

## Vanjske poveznice
- stranica na Catholic.org
- stranica na Sveci.net  Arhivirana inačica izvorne stranice od 4. ožujka 2016. (Wayback Machine)